# Maritime Mobile Service Identity
 (mai 2023).
Le Maritime Mobile Service Identity (MMSI) ou Identité dans le service mobile maritime (ISMM) est un numéro identifiant une station d'appel sélectif numérique en radio maritime, par exemple un navire ou un sémaphore. C'est une série de neuf chiffres transmis par ondes électromagnétiques pour identifier de manière unique les stations radioélectriques d'appel sélectif numérique. Le MMSI est transmis aux organismes de sauvetage en mer en cas d'accident. Le matériel utilisant ce code, par exemple une balise, ne peut être transféré d'un navire à un autre. Le MMSI permet de coder les équipements ASN (VHF, MF et HF), les balises de détresse Cospas-Sarsat , et de former les numéros d'appel des stations d'Inmarsat B et C.[pas clair]

## Classification des équipements
Les chiffres initiaux d'un MMSI permettent de classifier les différents équipements. Parmi ces chiffres initiaux un groupe de trois chiffres, le MID (maritime identification digit), indique le pavillon sous lequel l'équipement est enregistré. Suivant le type d'équipement, le MID peut se trouver en première position (cas des navires), ou en deuxième ou troisième position (voir les différents formats plus bas).

### Le premier chiffre d'un MMSI
Le premier chiffre d'un MMSI indique le type d'équipement : 
- 0 : groupes de navires, stations côtières ou groupes de stations côtières
- 1 : aéronef impliqués dans une opération de SAR (Search And Rescue = Recherche et sauvetage) (ITU-R recommendation M.585-4). Avant c'était utilisé par l'Inmarsat [Quand ?].
- 2 à 7 : navire - Dans ce cas ce premier chiffre est en fait aussi celui du MID (voir ci-dessous).
- 8 : récepteur VHF portable doté de fonctionnalités d'Appel Sélectif Numérique et de positionnement par GNSS
- 9 : équipements divers utilisant une forme libre du MMSI (ATIS, SART-AIS, MOB-AIS, MOB-DSC, EPIRB-AIS, embarcation, aides à la navigation, etc.)

### MID (Maritime Identification Digit)
Le MID est un code à 3 chiffres qui identifie le pays où se trouve l'équipement. Dans le cas des navires, il s'agit de l'état du pavillon. 
Le premier chiffre du MID (compris entre 2 et 7) indique la région du monde (approximativement le continent) où se trouve le pays en question :
- 2 : Europe
- 3 : Amérique du Nord, Amérique centrale, mer des Caraïbes
- 4 : Asie (sauf Asie du Sud-Est)
- 5 : Océan Pacifique, Est de l'Océan Indien, Sud-Est de l'Asie
- 6 : Afrique, Sud de l'Océan Indien
- 7 : Amérique du Sud

Voici quelques exemples de MIDs  :
- Belgique : 205
- Pays-Bas : 244
- Canada   : 316
- Italie   : 247

- France :
  - 226 : Métropole
  - 227 : Métropole
  - 228 : Métropole
  - 229 : Métropole
  - 329 : Guadeloupe
  - 347 : Martinique
  - 361 : Saint-Pierre-et-Miquelon
  - 501 : Terre Adélie
  - 540 : Nouvelle-Calédonie
  - 546 : Polynésie française
  - 578 : Wallis-et-Futuna
  - 607 : Îles Saint-Paul et Amsterdam
  - 618 : Archipel Crozet et TAAF
  - 635 : Îles Kerguelen et navires inscrits au RIF (Registre international français)
  - 660 : Réunion ; Mayotte
  - 745 : Guyane

## Les différents formats de MMSI
Les différents formats de MMSI suivent les recommandations de l'UIT-R, et peuvent bien sûr évoluer

### Formats des MMSI attribués aux stations radioélectriques de navires
- Le numéro MMSI attribué aux stations de navire de mer a la structure suivante : MIDXXXXXX dans lequel les chiffres M,I,D constituent le MID décrit ci-dessus et les chiffres X sont quelconques de 0 à 9. Cependant, si les stations doivent être compatibles avec les systèmes Inmarsat ou dans certains autres cas particuliers, les trois derniers chiffres (Inmarsat B ou M) ou le dernier chiffre (Inmarsat C) doivent être 0.
- Le numéro MMSI attribué aux groupes de stations de navire de mer a la structure suivante : 0MIDXXXXX - Le MID ne représente que le territoire ou la zone géographique de l'administration qui assigne l'identité d'appel de groupe de stations de navire et n'empêche donc pas d'appeler des groupes composés de navires de différentes nationalités.

- Attention ! Le numéro ATIS attribué aux stations radioélectriques de navire d'eau intérieure (sur les fleuves, rivières et lacs) a la structure suivante : 9MIDXXXXXX (avec 10 chiffres donc).

### Formats [00...] des MMSI attribués aux stations côtières
- Le numéro MMSI attribué aux stations radioélectriques côtières (ou à un groupe de telles stations) a le format suivant : 00MIDXXXX [5] , [4] dans lequel le numéro MID est celui du pays où est implantée la station côtière.
- En France (MID = 227) les deux derniers chiffres sont en outre obligatoirement 0. Ce qui donne le format 00227XX00. En particulier la liste des MMSI attribuée aux centres régionaux opérationnels de surveillance et de sauvetage (CROSS) est la suivante :
  - CROSS Gris-Nez : 00 227 5100
  - CROSS Jobourg : 00 227 5200
  - CROSS Corsen : 00 227 5300
  - CROSS Etel : 00 227 5000
  - CROSS La Garde : 00 227 5400

- La liste des MMSI attribuée aux stations côtières de France Télécom à ce jour fermées :
  - Boulogne radio FFB : 00 227 0200 à ce jour fermée.
  - Le Conquet radio FFU : 00 227 0300 à ce jour fermée.
  - Marseille radio FFM : 00 227 0600 à ce jour fermée.

- Toutes les stations côtières et stations terriennes côtières françaises : 00 227 0000
- La combinaison 009990000 est réservée à l'identité de l'ensemble des stations côtières et devrait en fait concerner toutes les stations 00XXXXXXX en ondes métriques (VHF). Elle ne s'applique pas aux stations côtières en ondes hectométriques ou décamétriques.

### Formats [111...] des MMSI attribués aux aéronefs
- Lorsqu'un aéronef doit utiliser des identités du service mobile maritime pour établir, avec des stations du service mobile maritime, des communications ayant trait à la recherche et au sauvetage (SAR = Search and Rescue), l'administration responsable devrait lui attribuer une identité unique à neuf chiffres sous la forme 111MIDXXX, où chaque X représente un chiffre compris entre 0 et 9. Les chiffres MID ne représentent que le territoire ou la zone géographique de l'administration qui assigne l'identité à l'aéronef.
- La combinaison 111MID0000 devrait être réservée à une identité de groupe d'aéronefs et devrait concerner toutes les stations 111MIDXXX relevant de l'administration.

### Formats [9...] des MMSI attribués à des équipements divers (exemples)
- Lorsqu'un moyen d'identification automatique est nécessaire pour une station d'aide à la navigation en mer, l'administration responsable devrait assigner un numéro unique à neuf chiffres sous la forme 99MIDXXXX
- Les engins associés à un navire de base nécessitent une identification unique. Ces engins, qui sont utilisés dans le service mobile maritime, se verront attribuer un numéro unique à neuf chiffres sous la forme 98MIDXXXX

Dans ces deux cas chaque X représente un chiffre compris entre 0 et 9. Les chiffres MID ne représentent que le territoire ou la zone géographique de l'administration qui assigne l'identité d'appel à la station.
- Les émetteurs de recherche et de sauvetage AIS (AIS-SART) ont un identifiant lié au fabricant, plutôt que le MID d'un pays : 970YYxxxx

Les chiffres représentés par les deux caractères Y sont attribués par l'International Association for Marine Electronics Companies et font référence au fabricant du SART, tandis que les X sont des chiffres séquentiels attribués par le fabricant qui identifie le SART.